# Văn minh Norte Chico

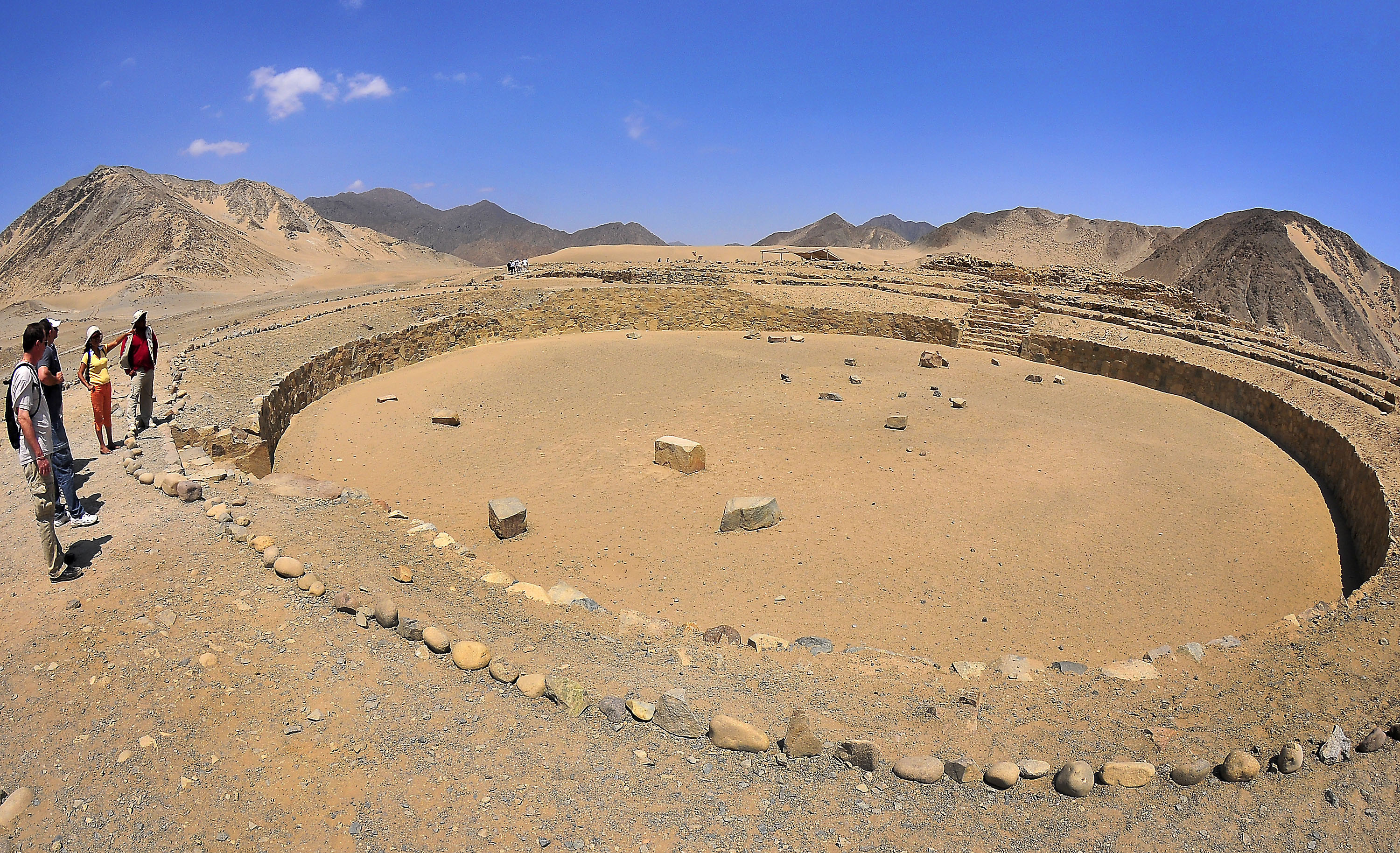
Quảng trường hình tròn của nền văn minh Norte Chico.

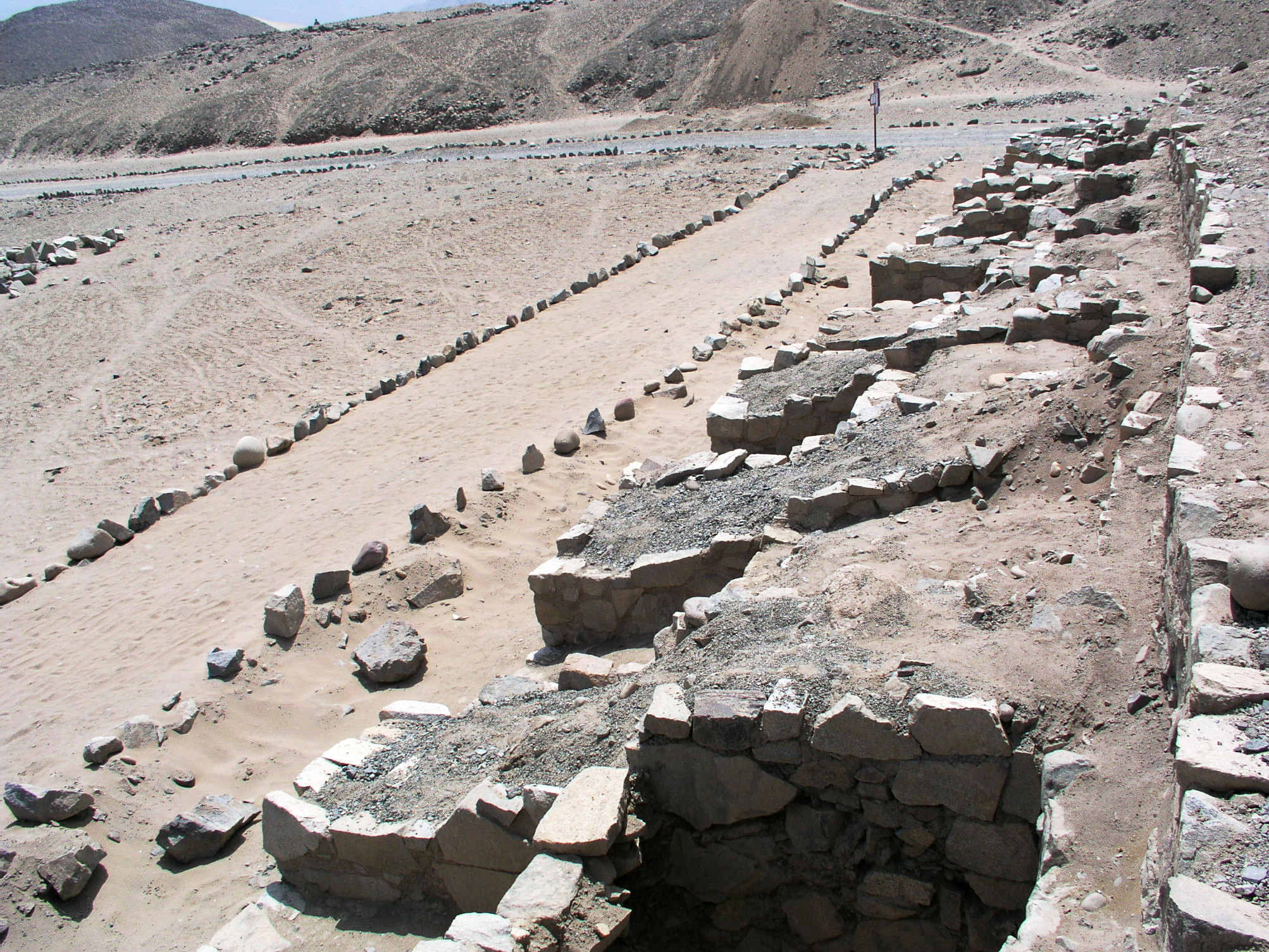
Nền của kim tự tháp Norte Chico

Văn minh Norte Chico (cũng gọi là văn minh Caral hoặc văn minh Caral-Supe) là một xã hội phức tạp thời kỳ tiền Colombo, bao gồm lên tới 30 trung tâm dân cư lớn ở khu vực ngày nay là vùng Norte Chico ở duyên hải bắc trung bộ Peru. Nền văn minh này phát triển rực rỡ từ thiên niên kỷ 4 đến thiên niên kỷ 2 trước Công nguyên, với đô thị đầu tiên phát triển được xác định niên đại vào khoảng năm 3500 TCN, tại Huaricanga, trong khu vực Fortaleza. Từ khoảng năm 3200 TCN trở đi, các khu định cư quy mô lớn và các công trình xây dựng cộng đồng được xây dựng hàng loạt, cho đến thời kỳ suy thoái vào khoảng năm 1800 TCN. Kể từ đầu thế kỷ 21, nó được ghi nhận là nền văn minh lâu đời nhất được biết đến ở châu Mỹ.